# Bengalia

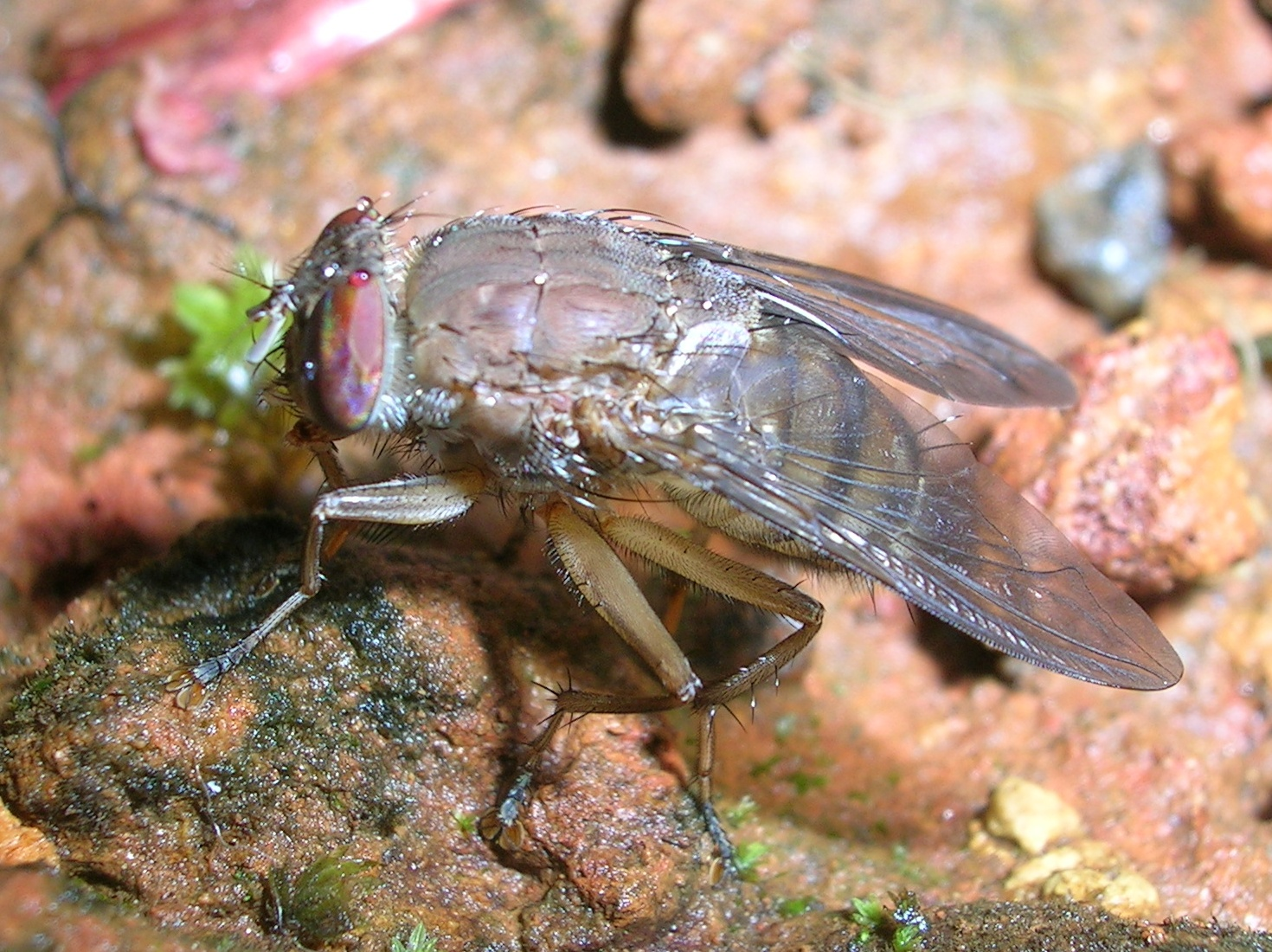

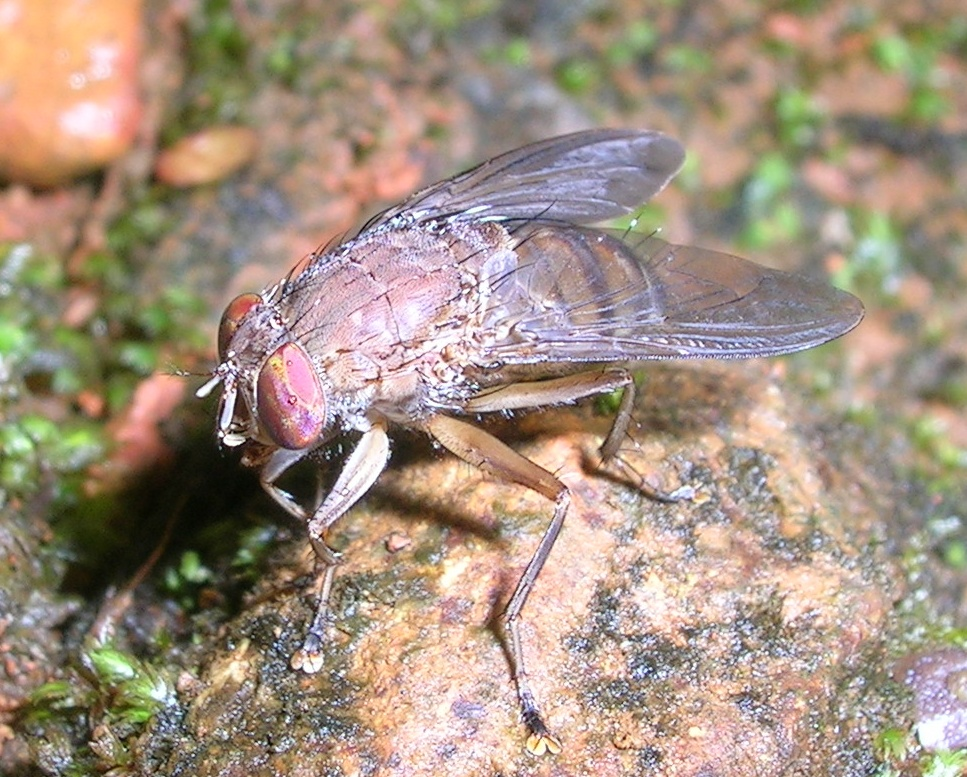

Bengalia  (лат.) — род мух семейства Calliphoridae, которые являются клептопаразитами муравьёв и термитов. Известно около 40 видов. Некоторыми авторами рассматриваются в качестве отдельного семейства Bengaliidae.

## Описание
Распространены в Афротропике и Ориентальной области, один вид обнаружен в Австралии (вероятно интродуцирован). Имеют сплющенную голову с вытянутыми глазами и выступающим вниз клипеусом. Большинство видов окрашены в желтовато-коричневые цвета. Яйца откладывают во влажную почву. Представители рода Bengalia воруют у муравьёв корм и куколки в тот момент, когда те транспортируют их по фуражировочным дорожкам.
Личинки, обитающих в муравейниках видов бенгалий питаются гемолимфой личинок хозяев.

## Систематика
Монофилия группы не диспутируется, но её статус оспаривается разными авторами. Одни энтомологи рассматривают её на уровне семейства Bengaliidae, в то время как другие — на уровне трибы Bengaliini. Исходный род в одной из его систем был поделён на 11 мелких родов и 4 подсемейства (Lehrer, 2005), что было названо оспаривающими эту позицию авторами «Бенгаломанией» (Bengalomania) и отвергнуто.

## Список видов
Род включает, в том числе, следующие таксоны:
- B. africana Malloch, 1927
- B. aliena Malloch, 1927
- B. asymmetria Kurahashi & Tumrasvin, 1979
- B. bezzii Senior-White, 1923
- B. calilungae Rueda, 1985
- B. chiangmaiensis Kurahashi & Tumrasvin, 1979
- B. chromatella Séguy, 1946
- B. concava Malloch, 1927
- B. cuthbertsoni Zumpt, 1956
- B. depressa Walker, 1858
- B. escheri Bezzi, 1913
- B. fuscipennis Bezzi, 1913
- B. gaillardi Sourcouf & Guyon, 1912 - Синонимы:B. spurca Brauer & Berganstamm, 1891, B. spurca Villeneuve, 1914
- B. hastativentris Senior-White, 1923
- B. hobbyi Senior-White, 1940
- B. inermis Malloch, 1927
- B. kanoi Kurahashi & Magpayo, 2000
- B. labiata Robineau-Desvoidy, 1830
- B. lyneborgi James, 1966
- B. martinleakei Senior-White, 1930
- B. minor Malloch, 1927
- B. pallidicoxa Senior-White, 1946
- B. peuhi Villeneuve, 1914
- B. pseudovaricolor Kurahashi & Tumrasvin, 1979
- B. recurva Malloch, 1927
- B. robertsi Kurahashi, 1987
- B. roubaudi Rickenbach, Hamon & Mochet, 1960
- B. siamensis Senior-White, 1924
- B. spinifemorata Villeneuve, 1913
- B. spissa Walker, 1858
- B. subnitida James, 1964
- B. surcoufi Senior-White, 1923
- B. taiwanensis Fan, 1965
- B. testacea Robineau-Desvoidy, 1830 (= Bengalia torosa (Wiedemann, 1819)[10] typus
- B. tibiaria Villeneuve, 1926
- B. unicolor Senior-White, 1946
- B. varicolo Fabricius, 1805
- B. xanthopyga Senior-White, 1924

### ГруппаBengalia torosa
11 видов
- Bengalia chekiangensis Fan, 1965
- Bengalia chiangmaiensis  Kurahashi & Tumrasvin, 1979
- Bengalia concava  Malloch, 1927
- Bengalia escheri  Bezzi, 1913
  - = Bezzigalia rivanella Lehrer, 2005
- Bengalia fuscipennis  Bezzi, 1913
  - = Bengalia siamensis Senior-White, 1924, Gangelomyia kosungana Lehrer, 2007, G. laoziella Lehrer, 2007
- Bengalia jejuna  (Fabricius, 1787)
  - = Gangelomyia evafoneae Lehrer, 2005, G. senausmarta Lehrer, 2005
- Bengalia kanoi  Kurahashi & Magpayo, 2000
  - = Gangelomyia indipyga Lehrer, 2005, G. philipyga Lehrer, 2005, G. schiavoae Lehrer, 2005, G. shivanella Lehrer, 2005, G. tagaloga Lehrer, 2005, G. phantastika Lehrer, 2007
- Bengalia martinleakei  Senior-White, 1930
  - = Gangelomyia gandhiana Lehrer, 2005, G. krishna Lehrer, 2005
- Bengalia recurva  Malloch, 1927
  - = Laoziana camerina Lehrer, 2005, L. mandarina Lehrer, 2005, L. singhasaria Lehrer, 2005
- Bengalia torosa  (Wiedemann, 1819)
- Bengalia xanthopyga  Senior-White, 1924

## Генетические особенности
Митохондриальный геном состоит из 15748 пар нуклеотидов образующих 37 генов и одной некодирующей контрольной области: 22 гена кодируют транспортную РНК, 13 генов отвечают за синтез белков, 2 гена кодируют рибосомную РНК.